# Gingidia montana
Gingidia montana là một loài thực vật có hoa trong họ Hoa tán. Loài này được (J.R.Forst. & G.Forst.) J.W.Dawson mô tả khoa học đầu tiên năm 1974.